# 格雷戈里·凯达诺夫
格雷戈里·凯达诺夫（1959年10月11日—），美籍俄裔国际象棋棋手、特级大师。
凯达诺夫1987年获国际大师称号，次年晋升为特级大师。1992年，获世界国际象棋公开赛冠军、美国国际象棋公开赛冠军。2002年夺得俄航杯国际象棋公开赛冠军。此外，他还曾作为美国队的成员夺得过1993年世界国际象棋团体锦标赛金牌、1998年国际象棋奥林匹克银牌。